# Zijad Baha ad-Din

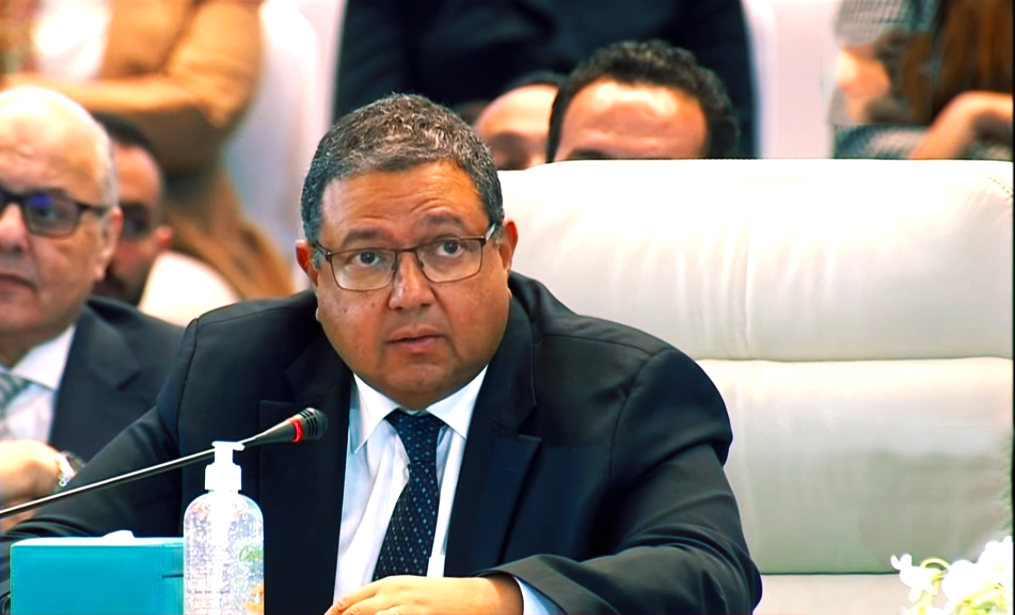
Zijad Baha ad-Din (2022)

Zijad Baha ad-Din (ur. 30 sierpnia 1964) – egipski polityk, prawnik i ekonomista, wicepremier kraju w rządzie Hazima al-Biblawiego (od lipca 2013 do końca stycznia 2014).

## Życiorys
Jest synem egipskiego pisarza i intelektualisty Ahmada Baha ad-Dina.
Ukończył studia licencjackie na wydziale prawa na Uniwersytecie Kairskim (1986), uzyskał również dyplom na kierunku ekonomia na Uniwersytecie Amerykańskim w Kairze (1987). Dyplom magistra (Master) uzyskał na Uniwersytecie Londyńskim w dziedzinie międzynarodowego prawa biznesowego. Doktorat obronił w London School of Economics.
Praktykował jako prawnik w Egipcie oraz w Stanach Zjednoczonych (w Waszyngtonie), w latach 1997-2000 był starszym doradcą prawnym w egipskim ministerstwie gospodarki. Był wykładowcą Arabskiej Akademii Nauki i Technologii oraz Uniwersytetu w Kairze, gdzie od 1998 do 2004 pracował na wydziale prawa. Od 2004 do 2010 zasiadał w radzie dyrektorów Banku Centralnego Egiptu. Od 2004 do 2007 był przewodniczącym Generalnego Zarządu Inwestycji i Wolnych Stref (GAFI), zaś od 2009 do 2010 stał na czele Egipskiego Zarządu Nadzoru Finansowego.
Po rewolucji, która obaliła dyktaturę Husniego Mubaraka rozpoczął działalność polityczną. Został deputowanym do nowego parlamentu egipskiego. Był jednym z założycieli Egipskiej Partii Socjaldemokratycznej o liberalnym profilu, był następnie jej wiceprzewodniczącym.
7 lipca 2013, cztery dni po zamachu stanu w Egipcie, przedstawiona została jego kandydatura na szefa tymczasowego rządu. Został wskazany jako drugi kandydat, po tym, gdy salaficka partia Nur nie zgodziła się na objęcie teki premiera przez Muhammada el-Baradeia. Salafici nie zaaprobowali również jego kandydatury, podobnie zareagowało Bractwo Muzułmańskie. Zijad Baha ad-Din został ostatecznie wicepremierem, podczas gdy na czele rządu stanął wywodzący się z tej samej co on partii Hazim al-Biblawi. W momencie objęcia obowiązków zawiesił swoje członkostwo w partii.
27 stycznia 2014 odszedł ze stanowiska.